# 1969年4月2日月食
1969年4月2日月食为一次在协调世界时1969年4月2日出現的半影月食。該次月食半影食分為0.729、全影食分為-0.299。

## 概述
這次月食的食分是12.75。

## 基本參數
- 類型：半影月食
- 食甚資料：
  - 日期：1969年4月2日
  - 時間：18:32
  - 月球位置：赤經12.75度、赤緯-6.1度
  - 食分：半影食分：0.729、全影食分：-0.299

## 外部連結
- NASA月食專頁（页面存档备份，存于）（英文）